# Ernst Jedliczka

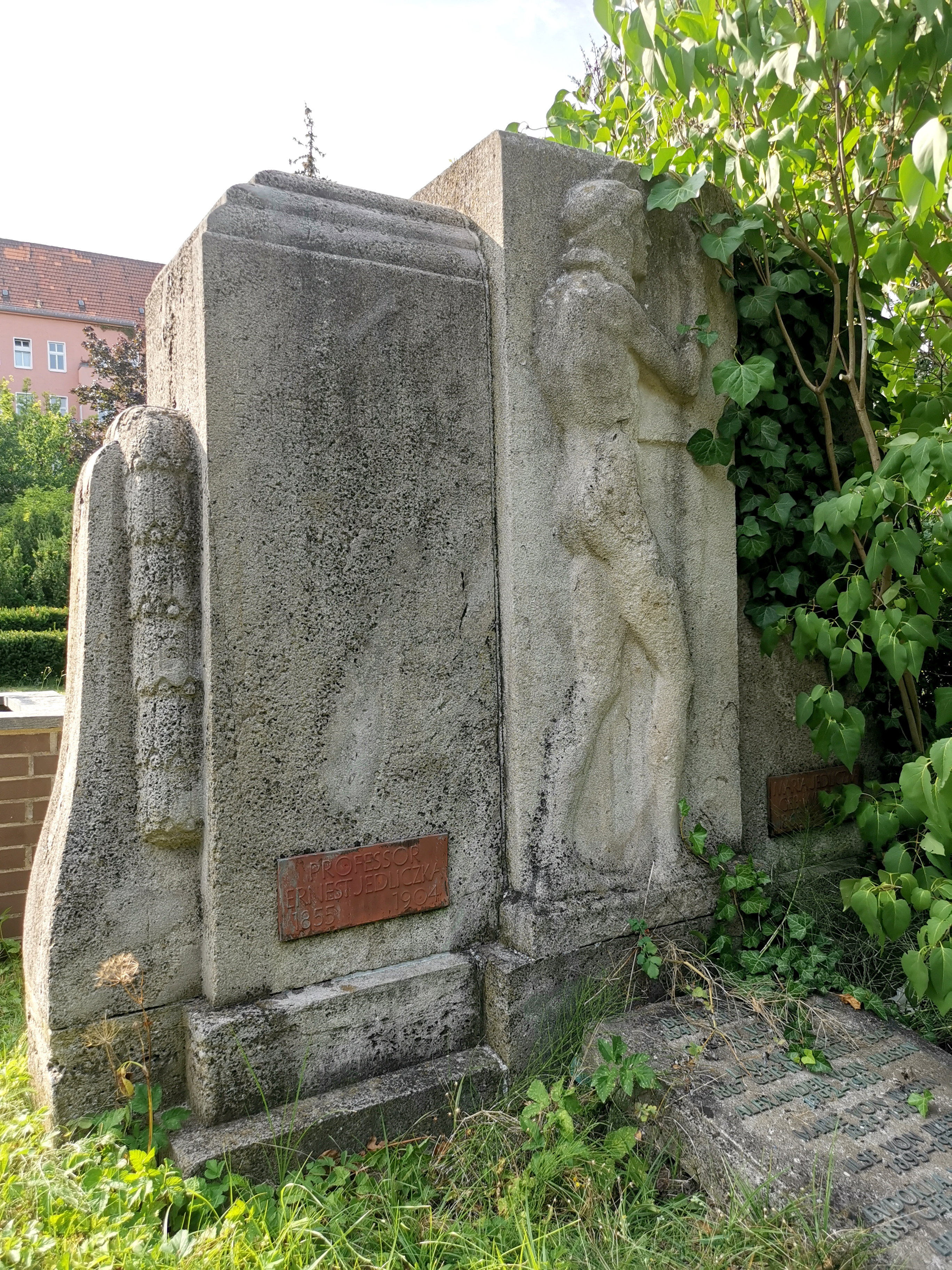
Grab auf dem Alten Zwölf-Apostel-Kirchhof in Berlin-Schöneberg (Abt. 619)

Ernst Jedliczka (russ. Едличка, * 5. Juni 1855 in Poltawa; † 3. August 1904 in Berlin) war ein deutscher Pianist und Musikpädagoge russischer Herkunft.

## Leben und Werk
Ernst Jedliczka war ein Schüler Nikolai Rubinsteins, Pjotr Tschaikowskis und Karl Klindworths in Moskau.
Von 1879 bis 1886 wirkte Jedliczka als Klavierlehrer am Moskauer Konservatorium. Dann wirkte er in gleicher Stellung am Klindworth-Scharwenka-Konservatorium in Berlin. Ab 1897 unterrichtete er am Stern’schen Konservatorium in Berlin.